# Reinet Investments
Reinet Investments ist eine Investmentfirma mit Sitz in Luxemburg. Die Aktien des Unternehmens sind im LuxX Index gelistet.

## Geschichte
Das Unternehmen wurde 2008 vom südafrikanischen Geschäftsmann Johann Rupert gegründet, um alle „Nicht-Luxus“-Beteiligungen und Aktivitäten seiner Richemont-Gruppe zu bündeln.

## Beteiligungen
Das Unternehmen hält (Stand 03.2024) eine größere Position in gelisteten Firmen wie British American Tobacco (BAT), Grab, Cartesian, Soho China Limited, SPDR Gold und Twist Bioscience Corporation und beteiligt sich an verschiedenen Private-Equity-Fonds sowie privaten Unternehmen.

## Belege
1. ↑  Richemont restructuring | Media. Abgerufen am 20. Oktober 2024 (englisch).
2. ↑  Reinet: annual report 2023/24. In: reinet IR. Reinet SCA, Mai 2024, abgerufen am 20. Oktober 2024 (englisch).